# Cryptaranea subcompta
Cryptaranea subcompta är en spindelart som först beskrevs av Arthur Urquhart 1887.  Cryptaranea subcompta ingår i släktet Cryptaranea och familjen hjulspindlar. Inga underarter finns listade i Catalogue of Life.